# Eueretagrotis inattenta
Eueretagrotis inattenta är en fjärilsart som beskrevs av Smith 1903. Eueretagrotis inattenta ingår i släktet Eueretagrotis och familjen nattflyn. Inga underarter finns listade i Catalogue of Life.